# Chilodonta
Chilodonta is een geslacht van weekdieren uit de klasse van de Gastropoda (slakken).

## Soort
- Chilodonta suduirauti Poppe, Tagaro & Dekker, 2006